# Пайка (типографика)
Пайка (англ. Pica, именуется также «пика») — единица измерения типографского кегля, равная приблизительно 1⁄72 фута или ⅙ дюйма (4,2333 мм в системе СИ). Английская пайка была в 1886 году определена как 0,1660 дюйма и равняется 12 типографским пунктам.
В 1737 году французский типограф Пьер-Симон Фурнье предложил в качестве основной единицы для установления размеров шрифта использовать единицу измерения «типографский пункт», величина которой составляла 1⁄12 распространённого шрифта цицеро. За основу Фурнье дал размеры шрифтов в парижских дюймах, а парижский дюйм был равен 1⁄12 парижского фута (30,01 см). Таким образом, 1 пункт в системе Фурнье был равен 0,3473 мм.
В 1770 году парижский типограф Франсуа Амбруаз Дидо ввёл новую меру, которая затем была названа нормальной. Дидо взял за основу королевскую стопу (фут) размером 32,48 см. По этому эталону дюйм (1⁄12 фута) равен 2,706 мм, и отсюда пункт 1⁄72 дюйма был равен 0,3759 мм. Система Дидо была принята сначала во многих европейских странах, в том числе и в России.
На сегодняшний день в типографике используются три вида пайки:
- Французская пайка — 12 пунктов Дидо (также именуется Цицеро), обычно составляет: 12 × 0,376 = 4,512 мм (0,1776 дюйма);
- Американская пайка — 0,013837 фута, или 0,166044 дюйма (4,2175 мм);
- Пайка в информационных технологиях составляет 1⁄72 международного фута 1959 года, то есть 4,233 мм.

Эти определения отличаются от величины пайки для пишущих машинок, которая обозначает размер шрифта — десять символов на горизонтальный дюйм.
Программы компьютерной вёрстки, такие как Adobe InDesign и QuarkXPress указывают размер шрифта в пайках перед строчной «р», а затем число пунктов, например: 5p6 означает 5 паек 6 пунктов, или 5½ паек.
Согласно рекомендациям Консорциума Всемирной паутины, размер Каскадных таблиц стилей описывается аббревиатурой «pc» для пайки (⅙ дюйма), и «pt» для типографского пункта (1⁄72 дюйма).